# Mistrzostwa Oceanii w Judo 1992
13. Mistrzostwa Oceanii w judo odbywały się w 1992 roku w Wellington. W tabeli medalowej tryumfowali zapaśnicy z Australii.

## Klasyfikacja medalowa
| Miejsce | Państwo        |    |    |    | Razem |
| ------- | -------------- | -- | -- | -- | ----- |
| 1       | Australia      | 12 | 9  | 8  | 29    |
| 2       | Nowa Zelandia  | 4  | 3  | 10 | 17    |
| 3       | Nowa Kaledonia | 0  | 2  | 1  | 3     |
| Razem   | Razem          | 16 | 14 | 19 | 49    |

## Medaliści

### Mężczyźni
| Konkurencja: | Złoto:            | Srebro:         | Brąz:                      |
| −60 kg       | Angelo Vlahek     | Serge Pouillen  | Kevin Kavanagh             |
| −65 kg       | Darren Fagan      | Ludovic Lecomte | Paul Wong Lyndsay Reid     |
| −71 kg       | Gábor Szabó       | Danny Fagan     | Steve Corkin Simon Stones  |
| −78 kg       | Graeme Spinks     | Gavin Kelly     | Ben Jones Steven Hill      |
| −86 kg       | Chris Palmer      | Shane Alvisio   | John Moody Robert Ivers    |
| −95 kg       | Peter Gagliardi   | Daniel Gowing   | Kristof Frankowski         |
| ponad 95 kg  | Adrian Raaymakers | Graeme Small    | Paul Sisson                |
| Open         | Peter Gagliardi   | Graeme Spinks   | Daniel Gowing Robert Ivers |

### Kobiety
| Konkurencja: | Złoto:            | Srebro:              | Brąz:                         |
| −48 kg       | Donna Hilton      | Tina Kirkman         | ----                          |
| −52 kg       | Rebecca Sullivan  | Cathy Grainger-Brain | Suzanne Childs                |
| −56 kg       | Angela Deacon     | Jadranka Raguz       | Melissa Jones                 |
| −61 kg       | Lara Sullivan     | ----                 | ----                          |
| −66 kg       | Anne Marie Pepper | Narelle Hill         | Carly Dixon                   |
| −72 kg       | Christine Pearce  | ----                 | ----                          |
| ponad 72 kg  | Marleen Timmers   | Heidi Burnett        | Shirl Hapuku                  |
| Open         | Lara Sullivan     | Narelle Hill         | Christine Pearce M. Mauligalo |